# Skanste
Skanste es un barrio de la ciudad de Riga, Letonia.

## Superficie
Posee una superficie de 2,148 kilómetros cuadrados (214,8 hectáreas).

## Población
Hasta 2021 presentaba una población de 1881 habitantes, con una densidad de población de 875,6 habitantes por kilómetro cuadrado.

## Transporte

### Rutas
- Autobús: 11, 24, 49.[1]
- Trolebús: 3.[1]